# Штельцер, Адольф
Адольф Ште́льцер (нем. Adolf Stelzer; 1 сентября 1908, Швейцария — 30 апреля 1977) — швейцарский футболист, играл на позиции защитника. Участник чемпионата мира 1938 года.

## Биография

### Клубная карьера
В течение четырёх сезонов Штельцер играл за «Цюрих». В 1933 году перешёл в «Лозанну», в составе которой отыграл шесть полных сезонов. С «Лозанной» Штельцер выиграл 2 чемпионских титула и 2 Кубка Швейцарии.
Затем он перешёл в «Грассхоппер», в составе которого в 1940 году завоевал Кубок Швейцарии. В 1940 году перешёл в «Ла-Шо-де-Фон», в котором отыграл пять сезонов.

### Карьера в сборной
Дебютировал за сборную Швейцарии 9 февраля 1930 года в товарищеском матче со сборной Италии — Швейцария проиграла со счётом 2:4.
В составе сборной Швейцарии принимал участие на чемпионате мира 1938 года, где сыграл в 1/4 финальном матче со сборной Венгрии — Швейцария проиграла со счётом 0:2 и выбыла из турнира. Всего за сборную Швейцарии сыграл 21 матч и забил 1 гол.

### Смерть
Скончался 30 апреля 1977 года в возрасте 68 лет.

## Достижения
«Лозанна»
- Чемпион Швейцарии (2): 1934/35, 1935/36
- Обладатель Кубка Швейцарии (2): 1934/35, 1938/39

«Грассхоппер»
- Обладатель Кубка Швейцарии (1): 1939/40